# Onthophagus aureofuscus
Onthophagus aureofuscus là một loài bọ cánh cứng trong họ Bọ hung (Scarabaeidae).